# Pjotr Kozlov
Pjotr Koezmitsj Kozlov (Russisch Пётр Кузьми́ч Козло́в) (nabij Smolensk, 3 oktober 1863 - Peterhof, 26 september 1935) was een Russisch ontdekkingsreiziger die het werk van Nikolaj Przjevalski voortzette in Mongolië en Tibet.

## Biografie
Hoewel zijn ouders hem voorbereidden op een militaire carrière, koos Kozlov ervoor zich aan te sluiten bij de expeditie van Nikolaj Przjevalski. Nadat zijn mentor overleed, bleef Kozlov meereizen met diens opvolgers Michail Pevtsov en Vsevolod Roborovski. In 1895 nam hij de leiding van de expeditie over van de zieke Roborovski. Van 1899 tot 1901 deed hij onderzoek van de bovenlopen van de Gele Rivier, Mekong en Jangtsekiang, waarover hij later publiceerde.
Toen The Great Game tijdens de jaren 1900 zijn piek bereikte, rivaliseerde Kozlov met Sven Hedin en Aurel Stein in het onderzoek van Sinkiang. Hoewel hij een goede relatie had met Hedin en andere buitenlandse onderzoekers, liet de Britse regering zijn bewegingen door Centraal-Azië nauwkeurig natrekken door consul George Macartney. Met argwanen bekeek het Britse Ministerie van Oorlog het bezoek van Kozlov in 1905 aan de dertiende dalai lama in Urga en kwam het op de hoogte van de vermeende uitlatingen van de dalai lama, Tibet binnen de grenzen van Rusland te willen laten vallen.
Tijdens de expeditie van 1907-09 onderzocht Kozlov de Gobiwoestijn en verschillende overblijfselen van Charachoto, een Tangut-stad die werd verwoest door de Ming-dynastie in 1372. Het kostte hem meerdere jaren om de vindplaats op te graven, waarbij hij meer dan 2000 boeken in het Tanguts mee terugbracht naar Sint-Petersburg. Hij beschreef zijn vondsten in 1923 in het werk Mongolië en Amdo en de Dode Stad Charachoto.
In zijn laatste expeditie naar Mongolië en Tibet van 1923 tot 1926 ontdekte hij koninklijke stoffelijke overblijfselen van de Xiongnu bij Noin-Ula. Verder bracht hij nog stukken textiel van 2000 jaar oud uit Bactrië mee naar Sint-Petersburg.